# Batalla de Varna
La batalla de Varna, el principal enfrontament de la Croada de Varna, es lliurà el 10 de novembre del 1444 prop de Varna, a l'est de l'actual Bulgària, no gaire lluny de la costa del mar Negre. L'exèrcit otomà, comandat pel soldà Murat II, derrotà les tropes hongareses i poloneses, dividides en tres fronts: un comandat pel rei de Polònia i Hongria, Ladislau III, que caigué en combat; un altre dirigit pel regent hongarès, Joan Hunyadi (actuant com a comandant de les forces cristianes); i un altre encapçalat pel príncep de Valàquia, Mircea II. Aquesta batalla marcà el final de la Croada de Varna.

## Context
El Regne d'Hongria entrà en crisi després de la mort del rei Segimon de Luxemburg. El seu gendre i successor, Albert II d'Alemanya, ascendí al tron i morí el 1439 després de només dos anys de regnat, deixant la seva vídua, Elisabet de Luxemburg, embarassada del futur Ladislau V d'Hongria, «el Pòstum». Els nobles hongaresos oferiren la corona a Ladislau III, rei de Polònia, a canvi del seu ajut contra l'Imperi Otomà. Una vegada coronat a Hongria, el nou rei no tornà a trepitjar mai més el regne, que deixà en mans de l'influent noble Joan Hunyadi.
Després de les expedicions fallides d'entre el 1440 i el 1442 contra Belgrad i Transsilvània i algunes derrotes en la llarga campanya de Joan Hunyadi del 1442–1443, el soldà otomà, Murat II, signà una treva de deu anys amb Hongria. Seguidament, feu les paus amb el beilicat dels karamànides, a Anatòlia, i l'agost del 1444 abdicà en el seu fill de dotze anys, Mehmet II.
Anticipant una invasió otomana i encoratjat per la falta d'experiència del nou soldà, Hongria col·laborà amb la República de Venècia i el papa Eugeni IV per reunir un nou exèrcit croat sota el comandament de Ladislau III i Joan Hunyadi. Quan se n'assabentà, Mehmet II, conscient que era molt jove per enfrontar-se a la coalició, manà al seu pare que tornés al tron per dirigir l'exèrcit otomà, a la qual cosa Murat II es negà en un primer moment. Enrabiat amb el seu pare, que s'havia retirat a fer vida contemplativa al sud d'Anatòlia, Mehmet II li escrigué: «Si el soldà sou vós, veniu i encapçaleu el vostre exèrcit; si el soldà sóc jo, us ordeno que vingueu a encapçalar el meu exèrcit». Després de rebre aquesta carta, Murat II acceptà dirigir les forces otomanes.

## Preparació
L'exèrcit papal es componia principalment d'hongaresos, polonesos, croats i bohemis (15.000 homes) i per valacs (7.000–8.000 homes), juntament amb contingents més petits dels altres aliats.
Naus dels Estats Papals, la República de Venècia i la República de Gènova bloquejaven l'estret de Dardanels mentre un exèrcit hongarès es movia en direcció a Varna, on convergiria amb una flota papal que portaria aquest exèrcit a la costa de Constantinoble i bloquejaria els otomans. L'avenç hongarès fou ràpid i, de camí, els hongaresos de Vidin, Oriàhovo i Nikòpol s'uniren a l'exèrcit juntament amb el príncep búlgar Frujin, que participà en la revolta de Constantí i Frujin. El dia 10 d'octubre també s'hi uniren prop de 7.000 cavallers valacs encapçalats pel príncep Mircea II (fill de Vlad II Dracul).
Refugiats armenis que havien fugit a Hongria després de la conquesta del Regne Armeni de Cilícia pels mamelucs ho veieren com una oportunitat de recuperar la llibertat i s'adheriren a les tropes cristianes.

## Desplegament

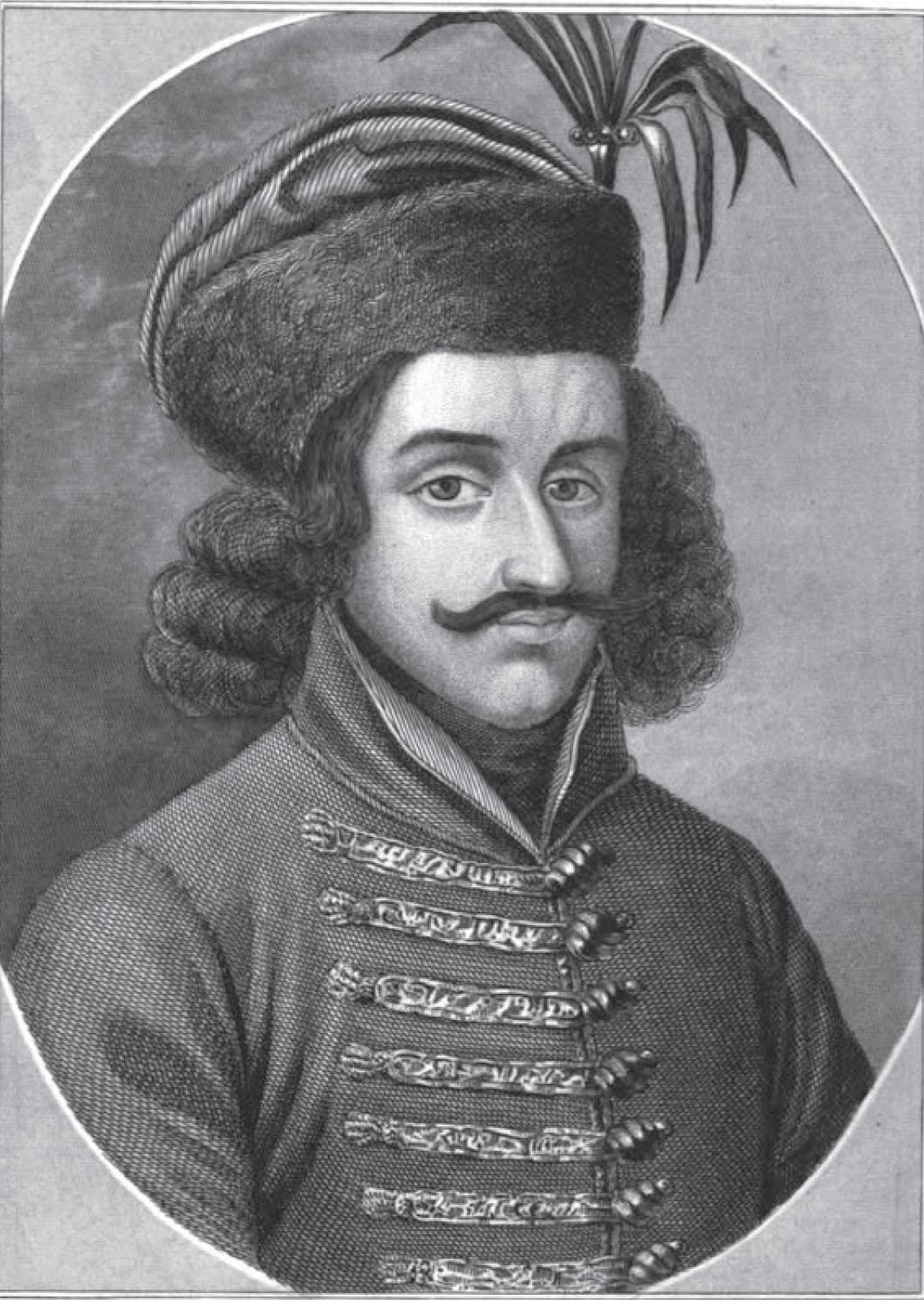
Miquel Szilágyi

La nit del 9 de novembre, un gran exèrcit s'acostà a Varna des de l'oest i Hunyadi convocà un consell militar suprem. Durant la nit, el legat papal, Giulianio Cesarini, insistí en una retirada ràpida, però els cristians havien quedat atrapats entre el mar Negre, el llac Varna, uns altiplans escarpats i plens d'arbres de Franga i l'enemic. Aleshores, Cesarini proposà organitzar una defensa amb els forts de carros dels hussites fins que arribés la flota cristiana. Els magnats hongaresos i els comandants croats i txecs li donaren suport, però Ladislau III i Hunyadi rebutjaren les tàctiques defensives. Hunyadi fins i tot arribà a dir: «Fugir és impossible, desistir és impensable. Deixeu-nos lluitar amb coratje i honorar les nostres nacions». Ladislau acceptà els seus arguments i el posà al capdavant de l'exèrcit de Valàquia i el mateix exèrcit hongarès.
El matí del 10 de novembre, Hunyadi disposà entre 20.000 i 30.000 croats en un arc entre el llac Varna i l'altiplà de Franga, formant una línia de prop de 3,5 km. Dues línies de prop de 3.500 guàrdies reials dels dos reis, juntament amb mercenaris reals hongaresos i els nobles hongaresos asseguraven el centre, mentre que la cavalleria de Valàquia es mantingué en reserva al centre, però un xic enrere.
El flanc de la dreta s'alineà en un turó que pujava al llogarret de Kamenar, amb un total de 6.500 homes agrupats en cinc banderes. El bisbe Jan Dominek de Varadin liderà els seus propis homes, Cesarini comandà una bandera de mercenaris germànics i bosnians, el bisbe d'Eger encapçalà la seva pròpia bandera i el governador militar d'Eslavònia comandà els croats.
El flanc esquerre, amb un total de 5.000 homes en cinc banderes, fou liderat per Miquel Szilágyi, cunyat de Hunyadi, i es componia de transsilvans, búlgars, mercenaris germànics i banderes de magnats hongaresos. Darrere dels hongaresos, prop del mar Negre i del llac, hi havia els forts de carros, protegits per entre 300 i 600 mercenaris txecs i rutens sota el comandament del hètman Ceyka, juntament amb els polonesos, lituans i valacs; cada carro tenia entre set i deu soldats i estava equipat amb bombardes.
El centre otomà incloïa els geníssers i les lleves de Rumèlia, alineats al voltant de dos túmuls tracis. Murat observà i dirigí la batalla des d'un d'aquests túmuls. Els geníssers es refugiaren en trinxeres i darrere de dues palissades. L'ala dreta consistia en kapıkulu i espahís de Rumèlia, mentre que l'ala esquerra es componia d'akindji, espahís d'Anatòlia i altres forces. Els arquers geníssers i la cavalleria lleugera akindi es col·locà a l'altiplà.

## Batalla

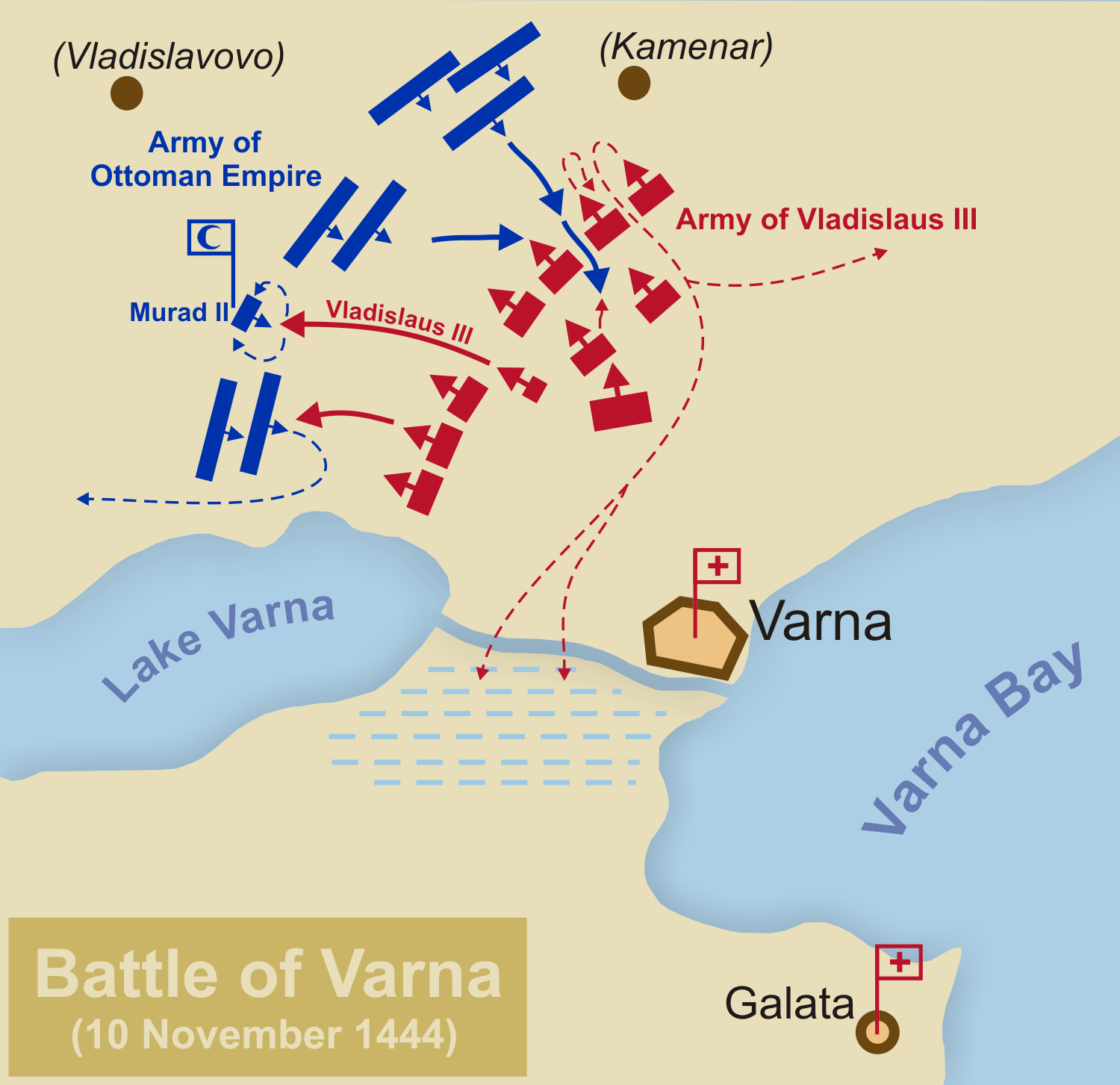
Mapa estratègic de la batalla

La cavalleria lleugera otomana atacà els croats comandats pel ban Franco Talotsi. Els cristians de l'esquerra canviaren les bombardes per armes de foc i repel·liren l'atac. Soldats cristians començaren a empaitar els otomans en una persecució totalment descoordinada. La cavalleria anatòlica ho advertí i els emboscà pel flanc. L'ala dreta cristiana provà de fugir a la petita fortalesa de Galata, a l'altra banda del golf de Varna, però molts soldats foren morts als aiguamolls que envoltaven el llac Varna i el riu Dèvnia, on també caigué Cesarini. Els croats comandats per Talotsi foren els únics que aconseguiren retirar-se darrere dels forts de carros.
L'altre flanc otomà envestí els hongaresos i búlgars de Hunyadi. El seu atac també fou repel·lit, però els espahís tornaren a atacar. Hunyadi decidí ajudar i aconsellà a Ladislau que s'esperés al seu retorn, i seguidament avançà amb dues companyies de cavalleria. Ladislau, ignorant el consell de Hunyadi i cercant la seva pròpia glòria, reuní 500 cavallers polonesos i carregà contra el centre otomà amb la intenció de superar els geníssers i prendre Murat presoner, cosa que gairebé aconseguí. Tanmateix, caigué en una trampa davant de la tenda de Murat i fou mort pels guàrdies geníssers; li tallaren el cap i se l'endugueren a la cort otomana, mentre que la resta de la cavalleria polonesa fou destruïda per l'exèrcit otomà.
En tornar, Hunyadi intentà desesperadament recuperar el cos de Ladislau, però l'únic que aconseguí fou organitzar la retirada d'allò que quedava del seu exèrcit. Els cristians patiren milers de baixes i l'exèrcit polonès-hongarès fou aniquilat completament. Molts presoners europeus foren morts o venuts com a esclaus.

## Conseqüències
La mort de Ladislau deixà Hongria sota el control de Ladislau V, que tenia solament quatre anys, però acabà ascendint al tron després d'un interregne de tretze anys. Aquesta derrota cristiana deixà via lliure a l'expansió dels otomans i la caiguda de Constantinoble el 1453.